# Division sexuée du travail

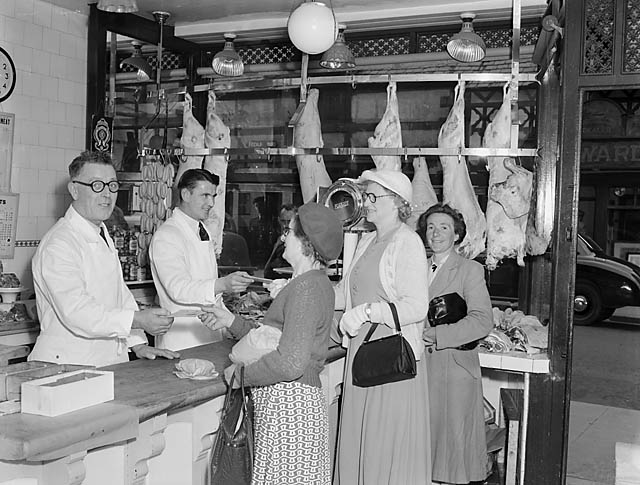
Deux hommes bouchers et une file de clientes, toutes femmes, maîtresses de maison.

La division sexuée du travail ou division sexuelle du travail est la délégation des tâches ou division du travail en fonction du genre. 

## Concept

### Définition
La division sexuée (ou sexuelle) du travail désigne la hiérarchisation des tâches entre les femmes et les hommes. Cette division est basée sur une dichotomie des compétences et des espaces : aux femmes le domaine privé et les occupations nécessitant des qualités affectives, aux hommes la théorisation et le rationnel, pour prendre le cas du travail social. Dans le domaine agricole, les hommes s'occupent le plus souvent du travail rémunéré, tandis que les femmes ont plus souvent le statut d'aides non-rémunérées. Cette division du travail a longtemps été ignorée des études sur la division sociale du travail. 
La division sexuelle du travail est une forme de division sociale du travail composée de deux principes organisationnels. Le premier est le principe de séparation qui précise qu’il y a des travaux d'hommes et des travaux de femmes. Le second principe est hiérarchique et précise qu’un travail d'homme à plus de valeur qu'un travail de femme. Ces principes sont applicables selon l’idéologie naturaliste, qui consiste à mettre les rôles sociaux sexués au cœur des pratiques sociales en raison de modalités qui sont biologiques. Néanmoins, l’aspect biologique de la division sexuelle du travail est contradictoire avec le discours qui définit les pratiques sexuées comme étant des constructions sociales qui résultent des rapports sociaux. Les hommes et les femmes sont, en effet, engagés dans des rapports sociaux de sexe. Possédant une base matérielle, ici le travail, ces rapports sociaux s’expriment à travers la division sociale du travail entre les sexes. La ségrégation entre métiers dits féminins et ceux dits masculins peut se mesurer à l'aide du critère de dominance proposé par Catherine Hakim (en) en 1993,.
Une approche par la division sexuelle du travail aborde toujours la comparaison hommes-femmes. Lorsqu’elle est prise en compte dans les recherches, la division sexuelle du travail permet de donner un nouvel éclairage, confirmant ou infirmant les conclusions des chercheurs sur un sujet donné.
Néanmoins, les femmes ne font que rarement l’objet de recherche en sociologie du travail. Elles sont d’ailleurs souvent absentes en tant qu'acteurs sociaux dans les différentes disciplines des sciences humaines. Pour certains chercheurs, les femmes sont même considérées comme invisible dans les recherches sur la « technologie et division du travail ».
La division sexuelle du travail — ou division socio-sexuée pour Tabet ou Mathieu — reste néanmoins une forme de division du travail dont l’origine est attribuée aux rapports sociaux de sexe. Elle est caractérisée par la mise en avant du sexe masculin dans des postes à responsabilités tandis que les femmes sont assignées à des tâches et postes moins complexes et à visée reproductive le plus souvent. En parallèle, la division sexuelle du travail a donné lieu à une très forte concentration d’hommes dans des secteurs dont la valeur sociale ajoutée est importante.
Cette division, bien qu’elle suive les mêmes principes d’organisation, n’a pas les mêmes caractéristiques en fonction du pays dans laquelle elle est présente. Ainsi, un même travail pourra être considéré plutôt comme masculin ou féminin selon le pays. La problématique de la division sexuelle du travail n’est donc pas une pensée déterministe à proprement parler. Il s’agit plutôt de mettre en lumière des phénomènes de reproduction sociale tout en étudiant ses déplacements ainsi que ses ruptures.

### Histoire
La notion de division sexuelle du travail a été en premier lieu utilisée par des ethnologues pour désigner une répartition “complémentaire” des tâches entre les hommes et les femmes dans la société. Néanmoins, les premières à donner du contenu nouveau à cette notion furent des anthropologues féministes. Figure centrale de la deuxième vague féministe, Margaret Mead fut la première à développer en 1935 le concept de rôle sexué en mettant en lumière pour l'Océanie la relativité de la division sexuelle des tâches résultant de conventions culturelles complexes et non, selon la vision androcentrée résultant d'une différence de constitution physique (les hommes plus forts se consacrant naturellement à la chasse, la guerre et au travaux pénibles tandis que les femmes se cantonnent au jardinage et aux tâches domestiques). 
Pour des sociologues et anthropologues féministes de la troisième vague féministe, cette division sexuée serait le produit de la « relation de pouvoir des hommes sur les femmes » et d'une organisation sociale sexiste,. Pour Paola Tabet en 1979, elle ne résulte pas d'une complémentarité des tâches, mais constitue le fondement de la domination des hommes sur les femmes, permise par une différenciation technologique qui sépare les tâches en fonction du sexe, et limite l'accès des femmes aux outils technologiques les plus évolués. Finalement cela leur interdit délibérément l'accès à un temps libre qui leur permettrait des activités personnelles.

## Historique
Dans certaines espèces animales, les mâles et les femelles ont des régimes alimentaires légèrement différent, et dans d'autres, ils partagent la nourriture amassée séparément. L'être humain est la seule espèce où ces deux comportements sont observables simultanément.
Des travaux d'archéologie menés par Steven Kuhn, de l'université de l'Arizona, semblent indiquer que la division sexuée du travail n'existe pas jusqu'au paléolithique supérieur et qu'il pourrait avoir été créé pour assurer un accès plus efficace aux ressources naturelles,. La spécialisation du travail assurerait en effet un meilleur rendement sur le fait de trouver à manger. Les Aeta ne suivent pas la division sexuée du travail attribuée habituellement aux peuples de chasseurs-cueilleurs[source insuffisante], non plus que les !Kung, mais il s'agit du modèle le plus fréquent dans les sociétés contemporaines. Cordelia Fine affirme qu'aucune preuve concrète ne soutient la thèse d'une base biologique pour les rôles de genre. D'autre part, s'il existe bien une forme de spécialisation du travail, avec par exemple l'adoption de prédilection d'outils différenciés pour chaque sexe, il est prouvé depuis le début des années 2020 que la répartition traditionnelle attribuée aux chasseurs-cueilleurs— l'homme chasse, la femme cueille et garde les enfants — relève du stéréotype de genre, avec la participation systématique des femmes aux activités de chasse quand cette chasse est le moyen principal de subsistance, et que nombre d'études antérieures mériteraient une relecture en tenant compte de ce biais. 
À l'époque victorienne, les femmes jouent un rôle très cloisonné, à la fois au sein du foyer et en extérieur. Elles sont vues à la fois comme sujettes à l'hystérie et trop soumises à la volonté de leur corps pour travailler, et assez fortes et adaptables pour être maîtresses de maison.

## Causes envisagées

### Psychologie évolutionniste
D'après la théorie des histoires de vie, les hommes et les femmes cherchent avant tout à maximiser leur capacité à se reproduire, mais des différences existent entre les sexes. Toujours d'après cette approche, les femmes ont plus intérêt à s'occuper du travail parental parce qu'elles savent qui sont leurs enfants et ont peu d'occasions de se reproduire, tandis que les hommes ont plus d'opportunités mais ne savent pas qui est leur enfant. La sélection naturelle encouragerait donc l'investissement des femmes dans l'éducation et la sédentarité et l'hypersexualité et la prise de risque, entre autres en chassant, des hommes,. 

### Signaux de vitalité
Une autre hypothèse voudrait que les hommes chassent pour attirer l'attention des femmes en partageant leurs prises. La chasse serait alors un signal de leur force physique et de la qualité de leurs gènes, qui pourrait donner un avantage à leur descendance. Dans cette hypothèse, les femmes chercheraient à trouver des sources de nourriture fiables et constantes, tandis que les hommes cherchent à attirer l'attention avec des cibles difficiles. Cependant, des études en anthropologie indiquent que les hommes chasseurs tendant à partager leur prise avec leur famille et non la communauté dans son ensemble, ce qui contredit cette théorie.

### Construction sociale historique
Le double rôle des femmes au cours de l'époque victorienne pourrait expliquer la division rigide des tâches.

## Débats et critiques
Des méta-études montrent un avantage masculin pour l'orientation, tandis que les femmes auraient une meilleure mémoire spatiale,, ; une majorité d'études estiment cependant que les capacités de repérage spatial ne changent pas significativement entre les genres,,. Les différences observables peuvent cependant être vues comme une conséquence et non une cause de la division sexuée du travail : elles disparaissent après un court entraînement spécifique ou si on présente les capacités des femmes sous un jour positif avant le test. De plus, les différences entre les personnes sont plus importantes que les différences entre les groupes de genre. 